# Waterhoogtebeeld

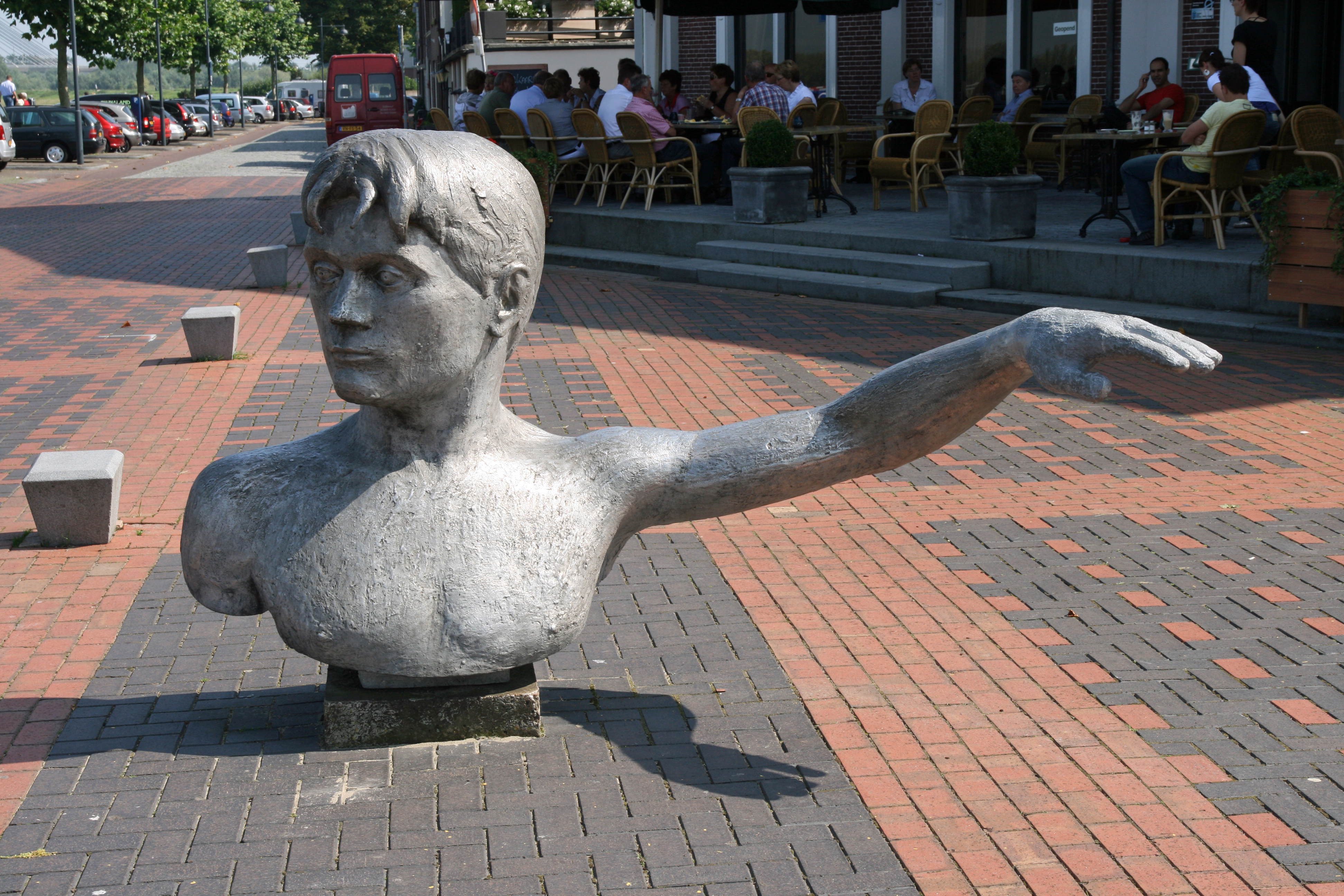
Tweede deel van het Waterhoogtebeeld op de kade

Het waterhoogtebeeld in Zaltbommel is een tweedelig kunstwerk. Een groot beeld van ongeveer 4 meter hoog staat in de uiterwaarden van de Waal. Het beeld is een jongetje in zijn zwembroek die zijn linkerhand omhoog houdt om aan te geven hoe hoog het rivierwater van de Waal mag komen voordat Zaltbommel natte voeten krijgt. De hand geeft het niveau aan van de bovenkant van de kademuur (8,87 m NAP). Op de kade staat een tweede beeld met alleen het hoofd en de hand. Het beeld is gemaakt door kunstenaar Marcel Smink.